# Mönchengladbach Mavericks
I Mönchengladbach Mavericks sono stati una squadra di football americano di Mönchengladbach, in Germania. Fondati nel 1989, hanno chiuso nel 2011.

## Dettaglio stagioni

### Tornei nazionali

#### Campionato

##### Bundesliga/GFL
| Stagione | regular season | regular season | regular season | regular season | regular season | regular season | playoff | playoff | playoff | playoff | playoff | playoff    | playoff                  |
|          | Vin            | Par            | Per            | Tot            | PF             | PS             | Vin     | Per     | Tot     | PF      | PS      | risultato  | avversaria               |
| -------- | -------------- | -------------- | -------------- | -------------- | -------------- | -------------- | ------- | ------- | ------- | ------- | ------- | ---------- | ------------------------ |
| 2011     | 10             | 1              | 3              | 14             | 375            | 233            | 1       | 1       | 2       | 64      | 64      | Semifinale | Schwäbisch Hall Unicorns |
| Totale   | 10             | 1              | 3              | 14             | 375            | 233            | 1       | 1       | 2       | 64      | 64      |            |                          |

Fonti: Enciclopedia del Football - A cura di Roberto Mezzetti

##### GFL2
| Stagione | regular season | regular season | regular season | regular season | regular season | regular season | playoff | playoff | playoff | playoff | playoff | playoff   | playoff    |
|          | Vin            | Par            | Per            | Tot            | PF             | PS             | Vin     | Per     | Tot     | PF      | PS      | risultato | avversaria |
| -------- | -------------- | -------------- | -------------- | -------------- | -------------- | -------------- | ------- | ------- | ------- | ------- | ------- | --------- | ---------- |
| 2010     | 14             | 0              | 0              | 14             | 594            | 164            | -       | -       | -       | -       | -       | -         | -          |
| Totale   | 14             | 0              | 0              | 14             | 594            | 164            | -       | -       | -       | -       | -       |           |            |

Fonti: Enciclopedia del Football - A cura di Roberto Mezzetti

##### Regionalliga
| Stagione | regular season | regular season | regular season | regular season | regular season | regular season | playoff | playoff | playoff | playoff | playoff | playoff   | playoff             |
|          | Vin            | Par            | Per            | Tot            | PF             | PS             | Vin     | Per     | Tot     | PF      | PS      | risultato | avversaria          |
| -------- | -------------- | -------------- | -------------- | -------------- | -------------- | -------------- | ------- | ------- | ------- | ------- | ------- | --------- | ------------------- |
| 1992     | 7              | 0              | 3              | 10             | 185            | 85             | -       | -       | -       | -       | -       | -         | -                   |
| 1993     | 9              | 1              | 4              | 14             | 266            | 82             | -       | -       | -       | -       | -       | -         | -                   |
| 1994     | 7              | 0              | 4              | 11             | 206            | 132            | -       | -       | -       | -       | -       | -         | -                   |
| 1995     | 0              | 0              | 9              | 9              | 89             | 334            | -       | -       | -       | -       | -       | -         | -                   |
| 2004     | 3              | 0              | 5              | 8              | 135            | 183            | -       | -       | -       | -       | -       | -         | -                   |
| 2005     | 5              | 0              | 7              | 12             | 143            | 300            | -       | -       | -       | -       | -       | -         | -                   |
| 2006     | 1              | 0              | 9              | 10             | 77             | 300            | -       | -       | -       | -       | -       | -         | -                   |
| 2009     | 10             | 0              | 0              | 10             | 406            | 64             | 2       | 0       | 2       | 40      | 25      | Promossi  | Hamburg Blue Devils |
| Totale   | 42             | 1              | 41             | 84             | 1507           | 1480           | 2       | 0       | 2       | 40      | 25      |           |                     |

Fonti: Enciclopedia del Football - A cura di Roberto Mezzetti

##### Verbandsliga (quarto livello)/Oberliga
| Stagione | regular season | regular season | regular season | regular season | regular season | regular season | playoff | playoff | playoff | playoff | playoff | playoff   | playoff    |
|          | Vin            | Par            | Per            | Tot            | PF             | PS             | Vin     | Per     | Tot     | PF      | PS      | risultato | avversaria |
| -------- | -------------- | -------------- | -------------- | -------------- | -------------- | -------------- | ------- | ------- | ------- | ------- | ------- | --------- | ---------- |
| 1991     | 4              | 0              | 2              | 6              | 149            | 73             | -       | -       | -       | -       | -       | -         | -          |
| 2001     | 4              | 0              | 3              | 7              | 131            | 108            | -       | -       | -       | -       | -       | -         | -          |
| 2002     | 6              | 0              | 4              | 10             | 166            | 103            | -       | -       | -       | -       | -       | -         | -          |
| 2003     | 7              | 0              | 3              | 10             | 224            | 162            | -       | -       | -       | -       | -       | -         | -          |
| 2007     | 5              | 1              | 4              | 10             | 205            | 104            | -       | -       | -       | -       | -       | -         | -          |
| 2008     | 9              | 0              | 1              | 10             | 348            | 103            | -       | -       | -       | -       | -       | -         | -          |
| Totale   | 35             | 1              | 17             | 53             | 1223           | 653            | -       | -       | -       | -       | -       |           |            |

Fonti: Enciclopedia del Football - A cura di Roberto Mezzetti

##### 2. Landesliga/Verbandsliga (quinto livello)
| Stagione | regular season | regular season | regular season | regular season | regular season | regular season | playoff | playoff | playoff | playoff | playoff | playoff   | playoff             |
|          | Vin            | Par            | Per            | Tot            | PF             | PS             | Vin     | Per     | Tot     | PF      | PS      | risultato | avversaria          |
| -------- | -------------- | -------------- | -------------- | -------------- | -------------- | -------------- | ------- | ------- | ------- | ------- | ------- | --------- | ------------------- |
| 1990     | 2              | 0              | 4              | 6              | 48             | 139            | 1       | 0       | 1       | 61      | 0       | Promossi  | Hohenlimburg 89'ers |
| 1998     | 0              | 0              | 8              | 8              | 31             | 407            | -       | -       | -       | -       | -       | -         | -                   |
| 2000     | 3              | 0              | 5              | 8              | 139            | 164            | -       | -       | -       | -       | -       | -         | -                   |
| Totale   | 5              | 0              | 17             | 22             | 218            | 710            | 1       | 0       | 1       | 61      | 0       |           |                     |

Fonti: Enciclopedia del Football - A cura di Roberto Mezzetti

##### Landesliga
| Stagione | regular season | regular season | regular season | regular season | regular season | regular season | playoff | playoff | playoff | playoff | playoff | playoff       | playoff             |
|          | Vin            | Par            | Per            | Tot            | PF             | PS             | Vin     | Per     | Tot     | PF      | PS      | risultato     | avversaria          |
| -------- | -------------- | -------------- | -------------- | -------------- | -------------- | -------------- | ------- | ------- | ------- | ------- | ------- | ------------- | ------------------- |
| 1999     | 1              | 0              | 5              | 6              | 7              | 162            | -       | -       | -       | -       | -       | -             | -                   |
| 2010     | 5              | 0              | 1              | 6              | 137            | 24             | 0       | 2       | 2       | 20      | 90      | Secondo posto | Leverkusen Tornados |
| 2011     | 5              | 0              | 2              | 7              | 114            | 119            | -       | -       | -       | -       | -       | -             | -                   |
| Totale   | 11             | 0              | 8              | 19             | 258            | 305            | 0       | 2       | 2       | 20      | 90      |               |                     |

Fonti: Enciclopedia del Football - A cura di Roberto Mezzetti